# ISO/IEC ISO 42001
ISO/IEC 42001:2023 – norma ISO opisująca jeden z systemów zarządzania sztuczną inteligencją.

## Norma
ISO/IEC 42001:2023 - „System zarządzania sztuczną inteligencją (AIMS - Artificial Intelligence Management Systems)”, to norma opracowana przez Międzynarodową Organizację Normalizacyjną (ISO) i Międzynarodową Komisję Elektrotechniczną (IEC) w ramach ISO/IEC JTC 1/SC 42 (Artificial Intelligence). Numer ICS: 35.020 (Information technology – General systems) oraz 03.100.70 (Management systems).
Dokument został opublikowany 18 grudnia 2023 roku.

## Wprowadzenie do normy
ISO/IEC 42001 to pierwsza międzynarodowa norma określająca wymagania dla systemów zarządzania sztuczną inteligencją (AIMS – Artificial Intelligence Management Systems). Norma ta powstała w odpowiedzi na rosnące zapotrzebowanie na uregulowanie procesów związanych z rozwojem, wdrażaniem i użytkowaniem systemów AI w sposób odpowiedzialny, etyczny i zgodny z obowiązującymi przepisami prawa oraz najlepszymi praktykami branżowymi.
Norma ISO/IEC 42001 definiuje system zarządzania sztuczną inteligencją (Artificial Intelligence Management System – AIMS) jako zbiór wzajemnie powiązanych lub oddziałujących na siebie elementów organizacji. Jej głównym celem jest wsparcie organizacji w minimalizowaniu ryzyka związanego z użytkowaniem sztucznej inteligencji, zapewniając jednocześnie przejrzystość procesów i odpowiedzialność w zakresie projektowania oraz wykorzystywania systemów AI.
ISO/IEC 42001 obejmuje wymagania dotyczące ustanowienia, wdrożenia, utrzymywania i ciągłego doskonalenia systemu zarządzania AI w organizacji . Norma znajduje zastosowanie w różnych sektorach, w tym w przemyśle, finansach i medycynie, wspierając organizacje w dostosowaniu się do dynamicznie rozwijającego się rynku AI.

## Opis normy
Norma ISO/IEC 42001:2023 została zorganizowana zgodnie z tzw. strukturą wysokiego poziomu (HLS), obejmującą dziesięć głównych rozdziałów oraz cztery załączniki. Po klauzulach wstępnych dotyczących zakresu, powołań normatywnych oraz terminologii (klauzule 1-3), dokument przedstawia wymagania dla systemów zarządzania AI w rozdziałach 4-10.
Kluczowe rozdziały obejmują m.in.:
- Rozdział 7 - wymagania dotyczące zasobów, kompetencji, świadomości, komunikacji oraz dokumentacji niezbędnej do skutecznego funkcjonowania systemu zarządzania AI.
- Rozdział 8 - planowanie operacyjne, obejmujące ocenę ryzyka AI, jego traktowanie oraz ocenę wpływu systemów AI na organizację i interesariuszy.
- Rozdział 9 - monitorowanie i ocena wydajności, w tym audyty wewnętrzne i przeglądy zarządzania.
- Rozdział 10 - ciągłe doskonalenie i działania korygujące.

Załączniki (A-D) dostarczają dodatkowych wytycznych oraz dobrych praktyk:
- Załącznik A - cele kontrolne i środki kontroli związane z AI.
- Załącznik B - wskazówki wdrożeniowe dotyczące polityk, organizacji wewnętrznej, zasobów, cyklu życia systemów AI, danych i relacji z interesariuszami.
- Załącznik C - potencjalne cele organizacyjne oraz źródła ryzyka związane ze sztuczną inteligencją.
- Załącznik D - integracja systemu zarządzania AI z innymi systemami zarządzania, w tym w różnych sektorach i branżach.[1]